# Stéphanie Dechand
Stéphanie Dechand est une sportive française pratiquant l'aviron née le  4 janvier 1985 à Saint-Pol-sur-Mer et licenciée au Sporting Dunkerquois.

## Palmarès
Aviron aux Jeux Olympiques 2008
- 8e en deux de pointe sans barreuse

Aviron aux Championnats du Monde 
- 7e en deux de pointe sans barreuse en 2009
- 9e en quatre de couple en 2007
- 10e en huit de pointe avec barreuse en 2006

Aviron aux Championnats du Monde Espoirs
- 2e en quatre de pointe sans barreuse en 2005
- 6e en quatre de pointe sans barreuse en 2004

Aviron aux Championnats du Monde Juniors
- 4e en huit de pointe avec barreuse en 2003
- 3e en quatre pointe sans barreuse en 2002

Aviron aux Championnats de France Bateaux Courts
- 1re en deux de pointe sans barreuse en 2008, 2009, 2010, 2011, 2012